# Lalage aurea
El oruguero ventrirrufo (Lalage aurea) es una especie de ave paseriforme de la familia Campephagidae endémica de Indonesia.

## Distribución
Se encuentra en la mayoría de las islas de las Molucas septentrionales.